# Trumbull-Bulldoggfledermaus

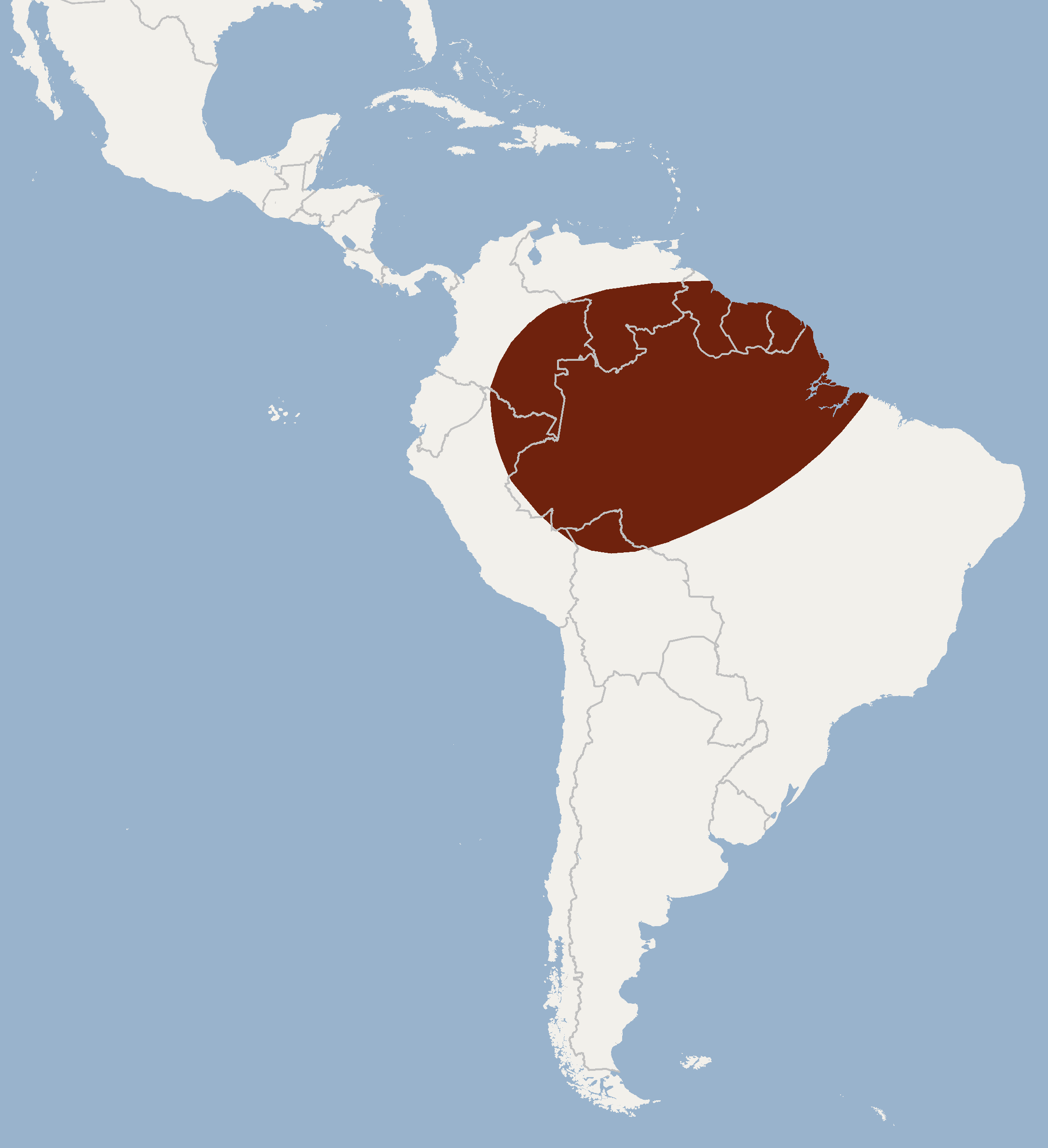
Verbreitungsgebiet der Trumbull-Bulldoggfledermaus

Die Trumbull-Bulldoggfledermaus oder Kolumbien-Bulldoggfledermaus (Eumops trumbulli) ist ein im Amazonasbecken verbreitetes Fledertier in der Familie der Bulldoggfledermäuse. Die Population zählte zeitweilig als Synonym der Westlichen Bulldoggfledermaus (Eumops perotis).

## Merkmale
Mit einer Kopf-Rumpf-Länge von 90 bis 130 mm, einer Schwanzlänge von 45 bis 57 mm und 68 bis 75 mm langen Unterarmen ist die Art etwas kleiner als die Westliche Bulldoggfledermaus. Das Gewicht beider Arten ist vermutlich ähnlich. Die Hinterfüße sind 10 bis 15 mm lang und die Länge der Ohren beträgt 30 bis 47 mm. Die Trumbull-Bulldoggfledermaus hat braunes Fell auf der Oberseite und etwas helleres Fell unterseits. Typisch ist ein etwa viereckiger und zirka 2 mm breiter Tragus im Ohr. Weitere Körpermerkmale entsprechen anderen Gattungsvertretern.

## Verbreitung und Lebensweise
Diese Fledermaus bewohnt das nördliche Brasilien, die Region Guyanas, das südliche Venezuela, den Süden Kolumbiens, das östliche Peru und den Norden Boliviens. Sie lebt im Flach- und Hügelland zwischen 100 und 300 Meter Höhe. Die Exemplare halten sich in Regenwäldern und anderen immergrünen Wäldern auf.
Kleinere Gruppen ruhen am Tage in Baumhöhlen, Felsspalten, Anbauten an Gebäuden, unter Dächern oder im Blattwerk. Die Tiere jagen Käfer und andere größere Insekten mit Hilfe von Rufen zur Echoortung, die für Menschen hörbar sind. Vor der Geburt der Nachkommen bilden Weibchen eigene Kolonien, ohne Männchen. Pro Wurf und Jahr kommt ein Neugeborenes vor. Trächtige Weibchen und Weibchen mit aktiven Milchdrüsen sind aus den Monaten August und November bekannt. Die Trumbull-Bulldoggfledermaus fliegt hoch über dem Grund und wird selten in Japannetzen gefangen.

## Gefährdung
Die IUCN listet die Art als nicht gefährdet (least concern) aufgrund fehlender Bedrohungen und einem weiten Verbreitungsgebiet.